# ミーチュー
ミーチューとは、秋田県のテレビ朝日（ANN）系列局・秋田朝日放送（以下AAB）のマスコットキャラクター。

## キャラクター概要
- 名前：ミーチュー
- 種類：秋田犬
- 出身：秋田県
- 登場年：2006年6月1日（AABの地上デジタル放送開始と同時に登場）
- 性格：お惚け的であるが、人に会うことが好き。

英語の「Nice to meet you（訳：はじめまして）」に引っ掛けている。
「あいたい。」プロジェクトの元に誕生した。耳はパラボラアンテナ、右前足に「ハンドマイク」をもち、情報をキャッチする。
- その他、ピンク色のメスの「ラブミー」、黒っぽい「クロコ」というキャラクターがいる。

## その他
- マグロのローカル番組宣伝用で、天海祐希に絶賛され、プレゼントしている。
- 2007年2月からやじうまプラスとスーパーモーニング内CMで、キーワードクイズを実施。文字を揃え、必要事項を書き、応募すると、抽選でぬいぐるみが5名にプレゼントされている。
- 2007年4月からスーパーJチャンネルあきた終了後に「あいたい※ミーチュー」（※には犬の足跡）をお天気コーナーとして放送している。各幼稚園・保育園を廻り、園児と親しんでいる姿が放映されている。
- 2022年1月1日から2023年3月31日（予定）までAABの開局30周年を記念し、クレヨンしんちゃんとのコラボレーションを展開している。